# Stabilator
Stabilator  ( "stabilizer-elevator") je povsem premikajoča horizontalna krmilna površina na repu letala. Kdaj se tudi uporablja oznaka povsem premikajoči ("all moving tail") ali pa povsem leteči rep ("all flying tail"). 
Stabilator se uporablja za krmiljenje  po višini (okrog lateralne osi), v nekaterih primerih pa tudi za nagib (okoli vzdolžne osi letala) - v tem primeru se uporablja oznaka "taileron" ali "rolling tail". 
Konvencionalni horizontalni stabilizator ima za razliko fiksen sprednji del in premikajoči zadnji del.
Stabilatorji se veliko uporabljajo pri lovcih, ker so pri nadzvočni precej bolj efektivni kot konvecionalni stabilizatorji. Se pa uporabljajo tudi na reaktivnih potniških letalih in nekaterih športnih ali pa jadralnih letalih.